# خانه حکیم نصیر
خانه حکیم نصیر مربوط به دوره قاجار است و در کرمانشاه، خیابان مدرس، محله فیض‌آباد، کوچه شهید زراعی، پلاک ۶۳ و ۹ واقع شده و این اثر در تاریخ ۱۸ آذر ۱۳۸۷ با شمارهٔ ثبت ۲۳۹۰۱ به‌عنوان یکی از آثار ملی ایران به ثبت رسیده است.